# Inštitut za moralno teologijo in duhovna vprašanja sodobne kulture Teološke fakultete v Ljubljani
Inštitut za moralno teologijo in duhovna vprašanja sodobne kulture je znanstveno-raziskovalni inštitut, ki deluje v okviru Teološke fakultete Univerze v Ljubljani.
Predstojnik inštituta je prof. dr. Ivan Janez Štuhec.